# 300221 Brucebills
300221 Brucebills è un asteroide della fascia principale. Scoperto nel 2006, presenta un'orbita caratterizzata da un semiasse maggiore pari a 3,1314869 UA e da un'eccentricità di 0,1729262, inclinata di 10,36784° rispetto all'eclittica.